# Fay-les-Étangs
Fay-les-Étangs és un municipi francès, situat al departament de l'Oise i a la regió dels Alts de França. L'any 2007 tenia 399 habitants.

## Demografia

### Població
El 2007 la població de fet de Fay-les-Étangs era de 399 persones. Hi havia 152 famílies de les quals 32 eren unipersonals (16 homes vivint sols i 16 dones vivint soles), 48 parelles sense fills, 68 parelles amb fills i 4 famílies monoparentals amb fills.
La població ha evolucionat segons el següent gràfic:
Habitants censats

### Habitatges
El 2007 hi havia 158 habitatges, 148 eren l'habitatge principal de la família, 8 eren segones residències i 2 estaven desocupats. 157 eren cases i 1 era un apartament. Dels 148 habitatges principals, 141 estaven ocupats pels seus propietaris, 6 estaven llogats i ocupats pels llogaters i 1 estava cedit a títol gratuït; 1 tenia una cambra, 2 en tenien dues, 18 en tenien tres, 42 en tenien quatre i 85 en tenien cinc o més. 109 habitatges disposaven pel capbaix d'una plaça de pàrquing. A 61 habitatges hi havia un automòbil i a 83 n'hi havia dos o més.

### Piràmide de població
La piràmide de població per edats i sexe el 2009 era:
| Homes | Edats   | Dones |
| ----- | ------- | ----- |
| 0     | 95 o +  | 0     |
| 0     | 90 a 94 | 0     |
| 4     | 85 a 89 | 4     |
| 4     | 80 a 84 | 4     |
| 0     | 75 a 79 | 4     |
| 4     | 70 a 74 | 0     |
| 4     | 65 a 69 | 12    |
| 12    | 60 a 64 | 8     |
| 8     | 55 a 59 | 8     |
| 8     | 50 a 54 | 8     |
| 16    | 45 a 49 | 24    |
| 20    | 40 a 44 | 16    |
| 24    | 35 a 39 | 16    |
| 4     | 30 a 34 | 12    |
| 4     | 25 a 29 | 8     |
| 9     | 20 a 24 | 8     |
| 20    | 15 a 19 | 12    |
| 9     | 10 a 14 | 0     |
| 12    | 5 a 9   | 12    |
| 20    | 0 a 4   | 8     |

## Economia
El 2007 la població en edat de treballar era de 254 persones, 190 eren actives i 64 eren inactives. De les 190 persones actives 174 estaven ocupades (92 homes i 82 dones) i 16 estaven aturades (10 homes i 6 dones). De les 64 persones inactives 20 estaven jubilades, 30 estaven estudiant i 14 estaven classificades com a «altres inactius».

### Ingressos
El 2009 a Fay-les-Étangs hi havia 151 unitats fiscals que integraven 411,5 persones, la mediana anual d'ingressos fiscals per persona era de 21.850 €.

### Activitats econòmiques
Dels 11 establiments que hi havia el 2007, 3 eren d'empreses de construcció, 1 d'una empresa de comerç i reparació d'automòbils, 1 d'una empresa d'hostatgeria i restauració, 1 d'una empresa financera, 3 d'empreses de serveis i 2 d'entitats de l'administració pública.
Dels 3 establiments de servei als particulars que hi havia el 2009, 2 eren paletes i 1 guixaire pintor.

## Equipaments sanitaris i escolars
El 2009 hi havia una escola elemental integrada dins d'un grup escolar amb les comunes properes formant una escola dispersa.

## Poblacions més properes
El següent diagrama mostra les poblacions més properes.